# Syndiamesa kashimae
Syndiamesa kashimae är en tvåvingeart som beskrevs av Tokunaga 1936. Syndiamesa kashimae ingår i släktet Syndiamesa och familjen fjädermyggor. Inga underarter finns listade i Catalogue of Life.